# Pentaminó
Um pentaminó é um poliminó composto de cinco (do grego πέντε / pente) quadrados congruentes, conectados ortogonalmente.
Existem 12 pentaminós diferentes, e eles são denominados de acordo com as letras com que se parecem. A simetria refletiva e a simetria rotativa de um pentaminó não contam como pentaminós diferentes.
Se você considerar que as imagens espelho contam como pentaminós diferentes, o total se eleva para 18. As letras T, V, I, X, U, e W têm imagens espelhadas que são equivalentes após a sua rotação. Isto tem influência nos jogos de computador, onde os movimentos das imagens espelho não são permitidos, tais como clones do Tetris e Rampart. O pentaminó “F” é geralmente relacionado também como pentaminó “R”, notavelmente em referência ao Jogo da vida (Conway).

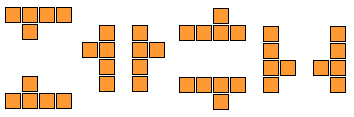
As oito orientações possíveis do pentaminó Y.

Considerando apenas as rotações múltiplas de 90 graus, obtemos as seguintes categorias de simetria:
- L, N, P, F e Y podem ser orientados de 8 maneiras: 4 por rotação, e mais 4 pelo efeito de imagem espelho.
- Z pode ser orientado de 4 maneiras: 2 por rotação, e 2 pelo efeito de imagem espelho.
- T, V, U e W podem ser orientados em 4 maneiras através da rotação.
- I pode ser orientado de duas maneiras através da rotação.
- X pode ser orientado apenas de uma maneira.